# کوشش (فیلم ۱۹۷۲)
کوشش (به هندی: Koshish) فیلمی محصول سال ۱۹۷۷ و به کارگردانی گلزار است. در این فیلم بازیگرانی همچون سانجیو کومار، جایا باچان، آسرانی، دیلیپ کومار ایفای نقش کرده‌اند.